# SoHo (Manhattan)
SoHo è un quartiere di Lower Manhattan, a New York. Dagli anni '70 è un quartiere di alta classe sede di molte gallerie d'arte, negozi di lusso, locali alla moda e negozi dell'antiquariato.
È pattugliato dal 1º dal 5º distretto della Polizia di New York.

## Descrizione
Il suo nome è acronimo di South of Houston Street ("a sud di Houston Street").  Approssimativamente è delimitato a nord da Houston Street, a sud da Canal Street, a est da Lafayette Street e a ovest dall'Avenue of the Americas (Sesta strada).
Precedentemente sede di grandi magazzini, il quartiere dagli anni settanta (la sua epoca d'oro) è stata una meta per gli artisti, i quali hanno contribuito a realizzare tra le più grandi meraviglie architettoniche che hanno differenziato il quartiere da molti altri.

## Trasporti
Il quartiere è servito dalla metropolitana di New York attraverso le stazioni Houston Street della linea IRT Broadway-Seventh Avenue (treni delle linee 1 e 2), Prince Street della linea BMT Broadway (treni delle linee N, Q, R e W), Spring Street della linea IRT Lexington Avenue (treni delle linee 4 e 6) e Spring Street della linea IND Eighth Avenue (treni delle linee A e C).